# Papas fritas inglesas
Las papas fritas inglesas —papas tostadas, papitas fritas en Hispanoamérica, papitas en Venezuela y México, patatas fritas de bolsa o papas en España— (crisps en inglés británico y chips o potato chips en inglés estadounidense)  son rebanadas muy finas de patatas fritas a alta temperatura. Las patatas crujientes se sirven en forma de un disco o círculo plano, básicamente la forma de un corte longitudinal a la patata. En los países occidentales, son una parte muy importante del mercado de los snacks.

## Usos

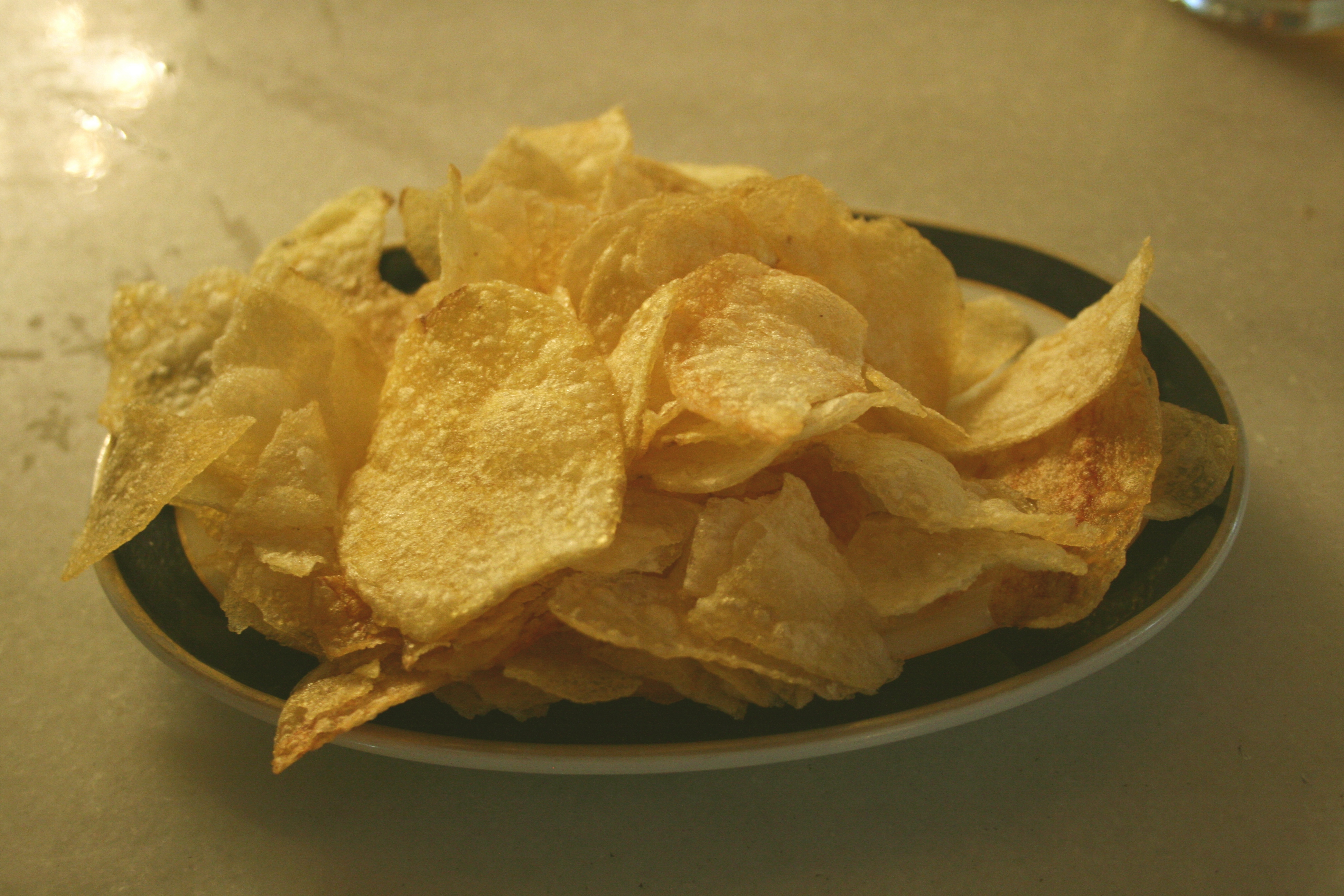
Típica tapa española de patatas fritas en un plato.

En España es habitual que se sirva con las bebidas como una tapa y era muy popular en la época de la posguerra civil del siglo XX ya a mediados de ese siglo en restaurantes. Es por esta razón que se denomina como «patatas fritas a la española». Suele acompañar a una copa de vino o cerveza. En muchas freidurías de Madrid, donde se elaboran churros, es común encontrar también este tipo de patatas fritas, con o sin sal.

## Versión comercial
Las variedades comerciales se empaquetan para la venta, generalmente en bolsas. 
Existen numerosas variedades, las más sencillas de esta clase apenas se fríen y se salan. Hay otras variedades más elaboradas, a las que se agregan diversos condimentos, como hierbas aromáticas, especias, queso u otro tipo de añadidos y sabores artificiales. En muchos casos la versión sencilla se adereza con ketchup, mayonesa u otras salsas del mismo modo que se haría con las papas fritas.
En algunos países se ha criticado a las patatas chips debido a su alto porcentaje de grasa, de aproximadamente el 35 %, y su contenido en acrilamida.
También en países como Colombia y Venezuela es muy común desmenuzarlas para añadirlas a los perros calientes (en Colombia se le conoce como ripio de papa) junto con el resto de añadidos.
Algunas personas suelen emplearlas para preparar la tortilla española o de patatas.

## Denominaciones
En países angloparlantes hay diferentes formas de llamar a las patatas fritas:
- En inglés norteamericano y en la Europa continental se usa el vocablo chips. A veces se utiliza crisps para definir a las patatas fritas rebozadas.
- En el Reino Unido e Irlanda, se llama crisps a las patatas fritas embolsadas y chips a las que son un plato caliente, como en el plato fish and chips.
- En Australia, Nueva Zelanda y Sudáfrica, ambas formas de presentación de la patata se conocen simplemente como chips. A veces se refieren a las patatas fritas de plato, las típicas realizadas en casa, con el interior blando, como hot chips (chips calientes) y a la versión comercial de aperitivo como packet chips (chips empaquetadas).

Los hispanohablantes también usan diferentes denominaciones en distintos países:
- En España se denominan «patatas fritas», «papas», o «patatas fritas de bolsa» si se quiere ser más concreto.
  - En Vigo, Pontevedra, y alrededores se denominan «patatillas». También en Mallorca se denominan así.
- En México y Argentina son llamadas «papas fritas», «frituras», «papas» o «papitas».
- En Venezuela se les conoce como «papitas», «papas» o «Ruffles» (por vulgarización de marca). En efecto, inspiró la famosa frase del narrador deportivo Pepe Delgado Rivero "papita, maní y tostón", la cual dio origen a una película homónima.
- En Puerto Rico se les conoce como «papitas».
- En Costa Rica son llamadas «papas tostadas».
- Cuando las patatas son cortadas en tiras delgadas muy finas, en Perú son denominadas papas al hilo y en Chile papas hilo.[4]

## Evolución
También existen chips que no están basadas en la patata. En Chile, Japón o Nueva Zelanda hay la variedad realizada con camote. En Chile también del hacen de Betarraga. En el Reino Unido también se hacen a partir de chirivía. En la India, donde son numerosos los locales con este producto, existen otras variedades tomando como base el plátano. En Colombia, Venezuela y Ecuador hay chips llamadas Natuchips (distribuidas por Frito-Lay) hechas a partir de yuca. Asimismo hay chips confeccionadas a partir de zanahorias. En Uruguay y otras regiones rioplatenses también se consumen "chips" de boniato. En muchos países de Europa se encuentran con cada vez más frecuencia desde la segunda década del siglo XXI chips no fritos de verduras (zanahorias, calabaza, remolacha, chirivia) y de frutas (tomates, manzanas).
También hay chips hechos con plátano verde (en Venezuela se les llama platanitos, tostones o tostoncitos), maduro (maduritos o tajaditas) y ondulados.

## Galería: producción artesanal

Galería de la producción
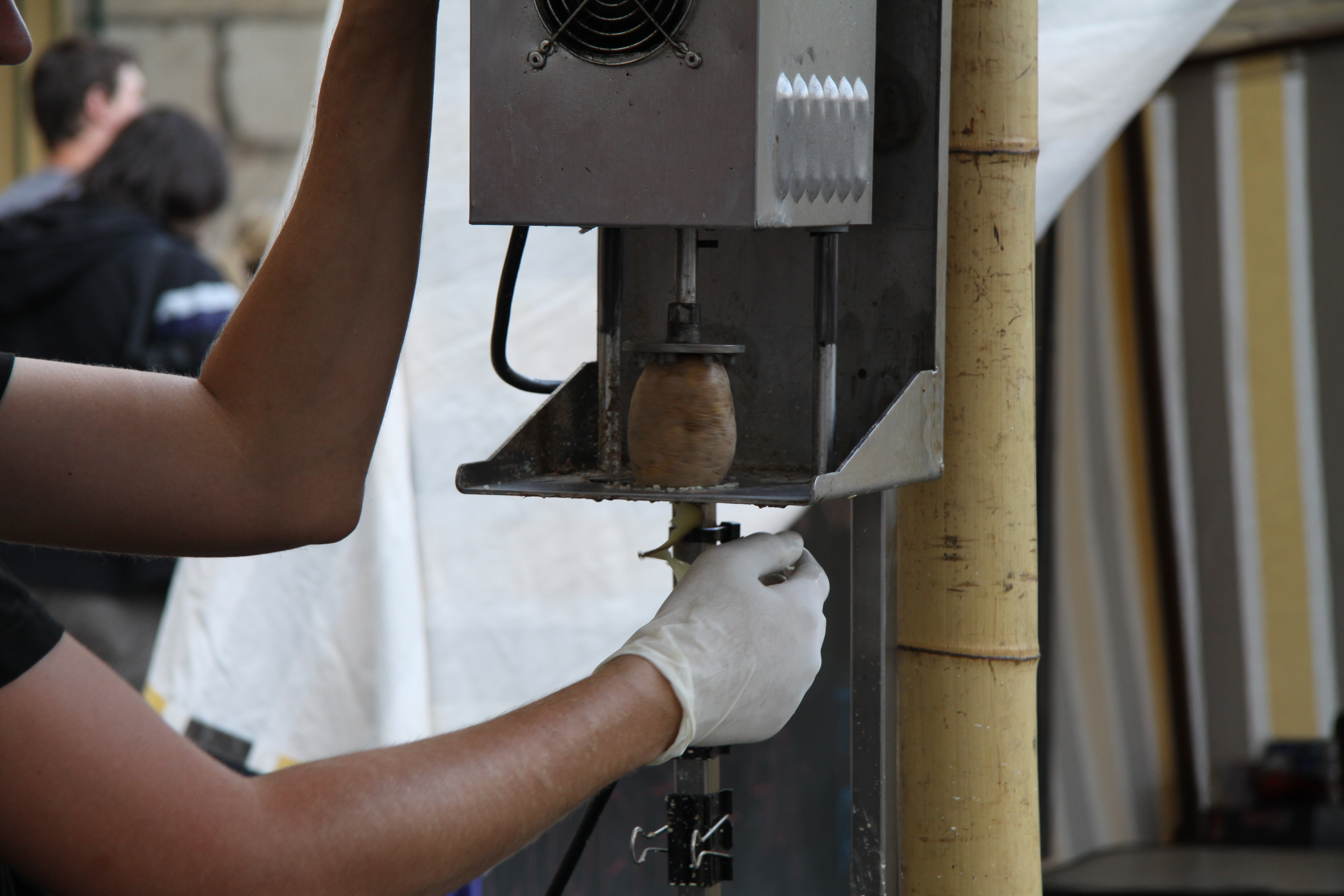
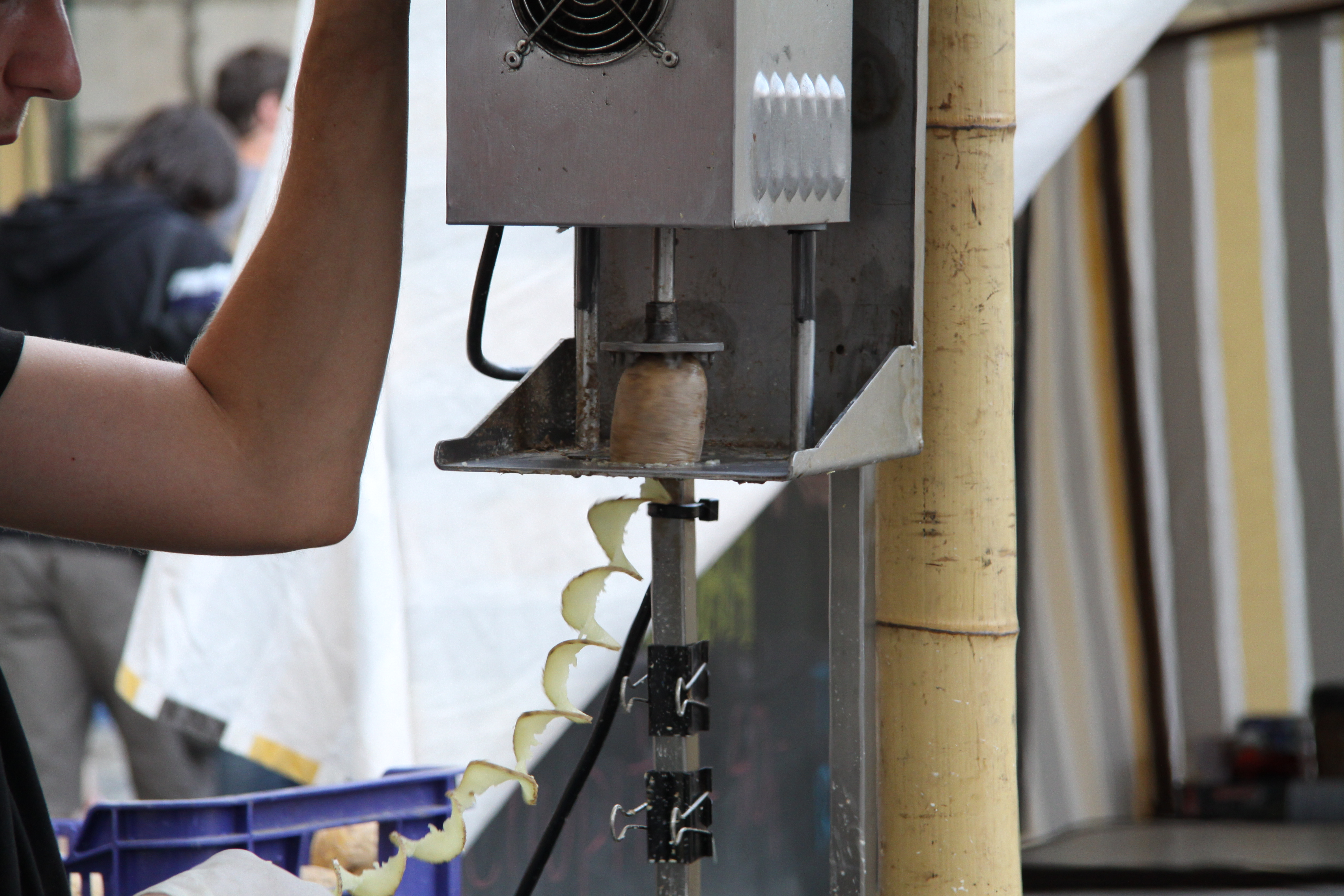
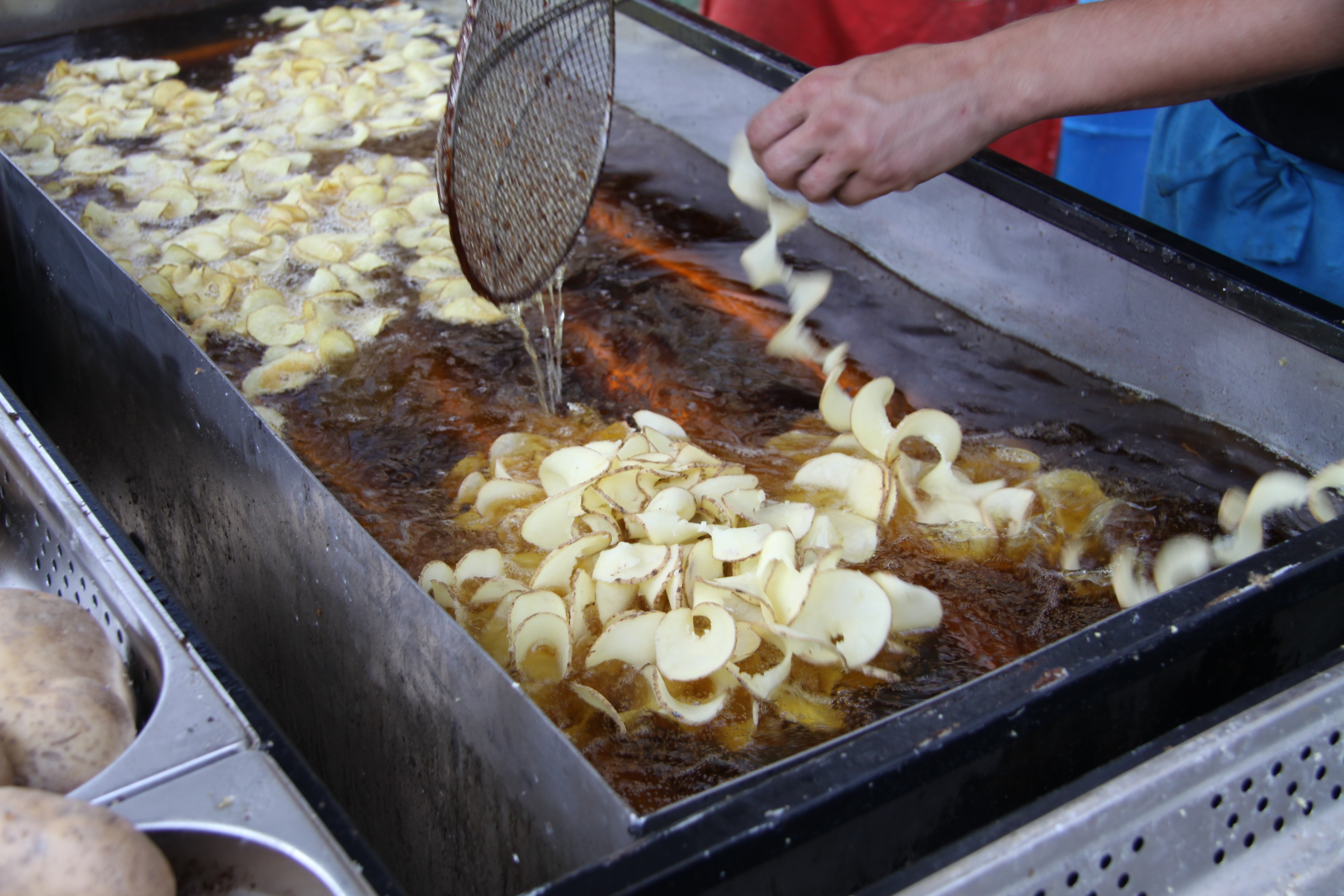
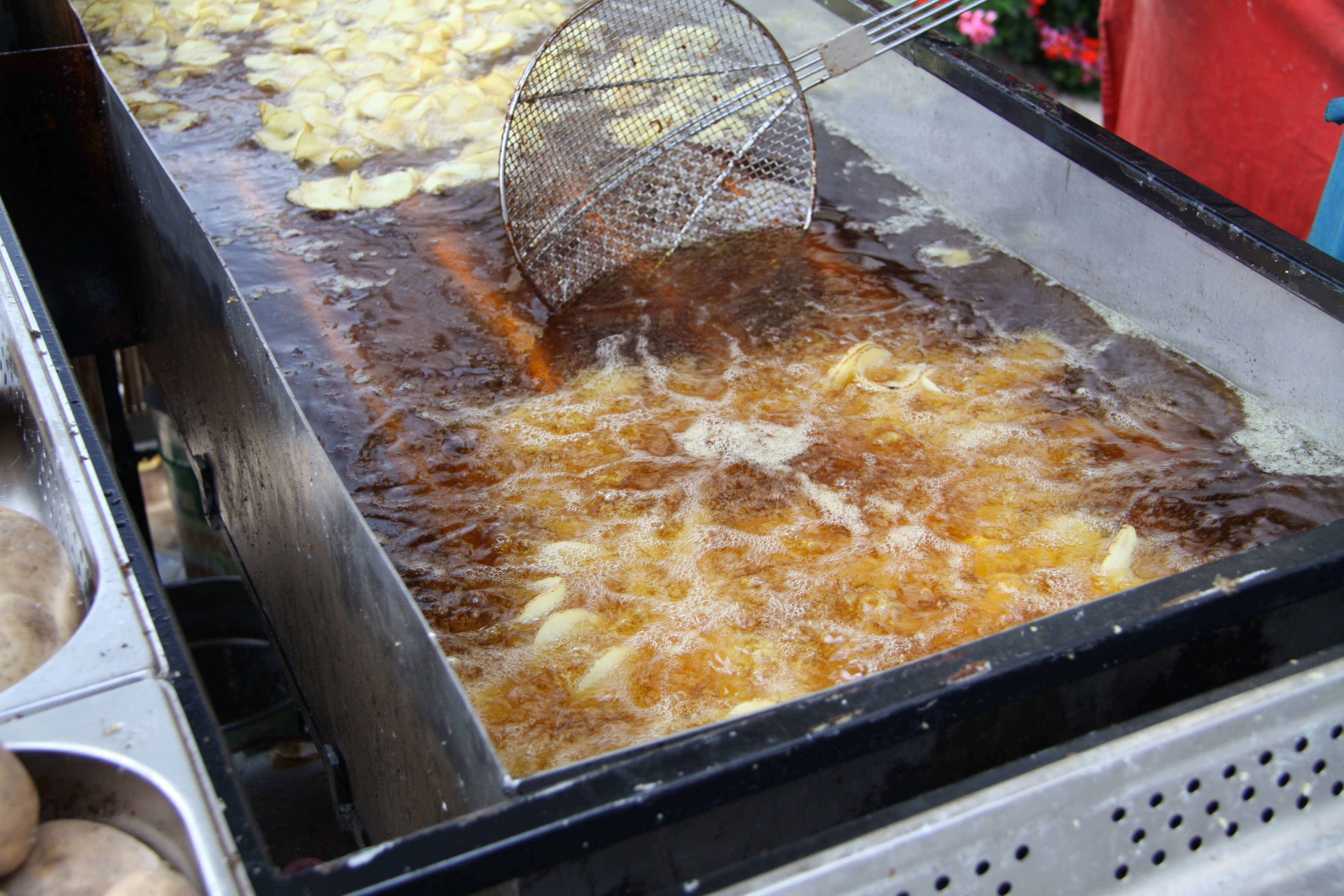
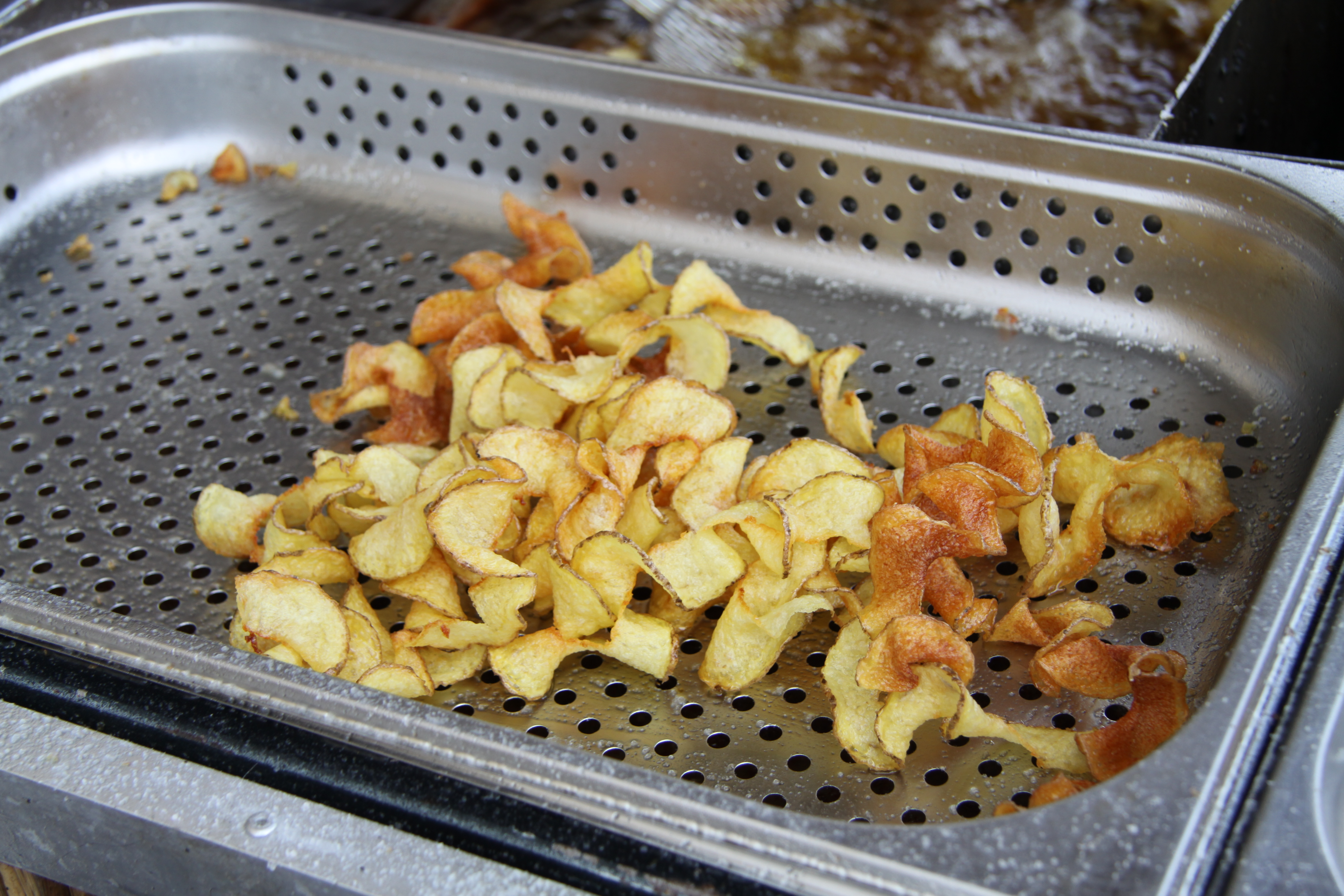